# Schizomitrium africanum
Schizomitrium africanum là một loài Rêu trong họ Hookeriaceae. Loài này được (Mitt.) Ochyra mô tả khoa học đầu tiên năm 1982.